# نبردناو کلاس نلسون
نبردناو کلاس نلسون (به انگلیسی: Nelson-class battleship) یک کلاس از کشتی است که طول آن ۶۶۰ فوت (۲۰۱٫۲ متر) می‌باشد.